# فرد برگر
فرد برگر (انگلیسی: Fred Berger; ۱۰ مهٔ ۱۹۸۱) تهیه‌کننده فیلم اهل ایالات متحده آمریکا بود. وی همچنین برندهٔ جوایزی همچون جوایز امی ساعات پربیننده شده‌است.